# Casa de Calixte Boldú
La Casa de Calixte Boldú és una obra eclèctica de Tarragona protegida com a Bé Cultural d'Interès Local.

## Descripció
Edifici de planta baixa i dos pisos d'alçada. Construït amb pedra calcària i encastat a la muralla romana.
Edifici d'habitatges entre mitgeres. L'alçat és un exemple interessant de l'arquitectura historicista de principis del segle xx. Sobresurt la col·locació de les obertures amb arcs. L'ordenació de la façana recorda a l'arquitectura acadèmica però la decoració de les mènsules li dona un toc més modern propi de l'època. El disseny és de l'arquitecte tarragoní Josep M Pujol.
Ocupa una parcel·la molt regular que permet obrir quatre buits a la Via de l'Imperi. L'edifici és de planta baixa, entreplanta i dos pisos. L'alçat del passeig és de pedra escairada procedent de la mateixa muralla desmuntada per la construcció de l'habitatge particular.
En la manera de situar l'ornamentació de la façana, així com en la mida de les obertures, es busca establir una ordenació jeràrquica.
La planta noble i el primer té balconada seguida. Horitzontalment, les cornises situades a l'altura dels forjats separen en dos cossos.
La decoració de la cornisa superior està inspirada en motius historicistes.
L'interès de la construcció rau en la utilització de la pedra de la muralla i en la disposició acadèmica dels buits. L'habitatge destaca pel seu caràcter noble malgrat la destrucció de part del front de la muralla.